# Сидоров, Олег Гаврильевич
Олег Гаврильевич Сидоров (род. 23 декабря 1962 года, Амга, Якутия, РСФСР, СССР) — российский якутский журналист, писатель, публицист, исследователь. Заведующий кафедрой журналистики Филологического факультета Северо-Восточного федерального университета им. М.К. Аммосова. Главный редактор историко-географического и культурологического журнала «Илин» («Восток»), издающегося на русском и якутском языках. Академик Академии духовности Республики Саха (Якутия). Член Союза журналистов России и НАММИ.
Пишет на русском и якутском языках. 5 июня 2015 избран Председателем правления Ассоциации писателей Якутии.

## Биография
Родился в 1962 году в селе Амга, Амгинского района. В 1980 году окончил Амгинскую среднюю школу им. В. Г. Короленко. В 1985 году закончил историко-филологический факультет Якутского государственного университета. Проходил специализацию по журналистике, открытую на базе ИФФ в 1982 году.
Работал в редакциях газет «Коммунизм тутуутугар» (Амгинский район), «Молодежь Якутии», объединённой редакции газет «Саха сирэ»-«Советы Якутии», Министерстве культуры, Департаменте по делам печати, Министерстве внешних связей, Департаменте по делам народов и федеративным отношениям, Управлении пресс-службы Президента и Правительства РС (Я), являлся советником Вице-президента РС (Я). Председатель правления Союза журналистов Республики Саха (Якутия) в 1992—2001 гг.
C июля 2010 года по октябрь 2013 года работал начальником Управления информационной политики и коммуникативных технологий Северо-Восточного федерального университета имени М. К. Аммосова.

## Карьера журналиста

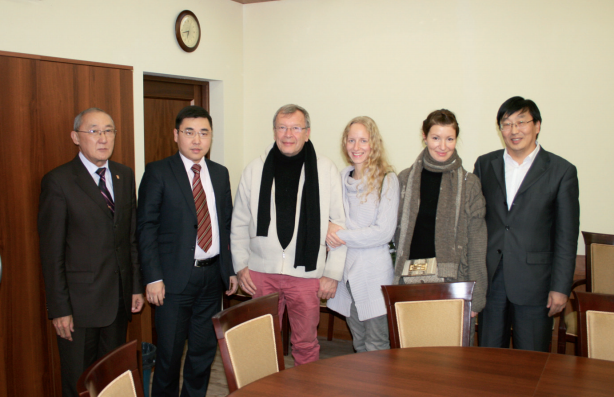
С Виктором Ерофеевым

После окончания университета работал в Амгинской районной газете «Коммунизм тутуутугар». В 1989 г. был принят на работу корреспондентом республиканской газеты «Молодежь Якутии». Его публицистические статьи и корреспонденции о событиях перестроечного периода в истории нашей страны, помнят многие жители республики. Освещал работу Второго съезда народных депутатов СССР, Второй международной конференции по правам человека «Вильнюс — Ленинград 90» , конференции литовского народного движения «Саюдис», Ассамблеи тюркских народов, антиядерного движения «Невада-Семипалатинск» и др. В последующем сотрудничал с якутским радио, телеканалом СТВ, был первым телеведущим его программ на якутском языке. Работал в объединённой редакции газет «Саха сирэ»-«Советы Якутии». Редактировал газету «Тускул» Союза общественных объединений и граждан «Саха омук».

### Журнал «Илин»
С 1991 года, основатель и главный редактор журнала «Илин». «Илин» — одно из первых культурологических и национальных (этнических) изданий России. Выходит на двух языках. В 2012 году, журнал отметил свой 20-летний юбилей. C 2015 года якутская и русская версии журнала "ИЛИН" доступны в сети в новом формате.

### Заведующий кафедрой отделения журналистики ФЛФ СВФУ
При кафедре открыл постоянную экспозицию «Медиа-ЭКСПО». Заработал дискуссионный пресс-клуб, в заседании принял участие первый президент Якутии, депутат Госдумы РФ Михаил Николаев. По инициативе Олега Гаврильевича, работу начал пресс-центр отделения журналистики при СВФУ.

## Научная деятельность
Научные интересы Олега Гаврильевича сосредоточены на вопросах истории якутской журналистики, творчества первых якутских публицистов и редакторов начала XX века (В. В. Никифоров-Кюлюмнюр, С. А. Новгородов и другие), этнической прессы, истории просветительства, общественной мысли и литературы.
Автор научных публикаций, научно-популярных и критических статей.

## Литературное творчество
Олег Амгин вошёл в литературу с публикации рассказа-притчи „Дерево Тыгына“ в журнале Полярная звезда (журнал, Якутск) (Якутск) в 2009 году . Позже этот рассказ вошёл в изданную Национальным книжным издательством „Бичик“ небольшую по объёму книгу под одноимённым названием. Три небольших рассказа из этой серии про легендарного якутского царя Тыгына вошли в подборку „Из современной якутской литературы“ в журнале "Звезда" (Санкт-Петербург) в № 11 за 2012 г. 
О. Сидоров (Амгин) один из тех редких двуязычных авторов, который пишет свои журналистские и литературные произведения на русском и якутском языках.
Небольшая рецензия на книгу "Дерево Тыгына" на сайте "Сахалайф" — "Дерево Тыгына" — новая книга Олега Сидорова» 

## Государственные, общественные награды
В декабре 2012 года награждён знаком «Отличник печати Республики Саха (Якутия)», высшей наградой Союза журналистов Республики Саха (Якутия) «За вклад в журналистику», присвоено звание лауреата Фонда содействия развитию культуры, науки, образования (учредитель Фонда — первый Президент Республики Саха (Якутия) Михаил Ефимович Николаев) «Во славу и пользу республики».
Заслуженный работник культуры Республики Саха (Якутия)(2000).
Присвоено звание «Почётный гражданин Амгинского улуса».

## Сочинения
Автор публицистических книг: 
- «Россия-Якутия: Вчерашнее завтра» (1999)
- «От Алексея Кулаковского до Николая Лугинова. Штрихи к портрету якутской культуры» (2009, 2011 (2-е изд-е))
- «Михаил Николаев. Восхождение. Ступени мужества» (2012)
- «20 лет спустя. Штрихи к портрету эпохи» (2012)
- «Дерево Тыгына», сборника рассказов-притч (2010)
- "Платон Ойунский", в серии "Жизнь замечательных людей" издательства "Молодая гвардия" (2016)
- "Михаил Николаев", в серии "Жизнь замечательных людей: биография продолжается" издательства "Молодая гвардия" (2017)
- "Максим Аммосов", в серии "Жизнь замечательных людей" издательства "Молодая гвардия" (2017)
- "Платон Ойунский. Пылающий камень Сата", издательство "Бичик" (2017)

## Семья
Супруга Лена Алексеевна, кандидат культурологии, доцент кафедры культурологии СВФУ имени М. К. Аммосова, отличник культуры Республики Саха, художественный редактор журнала «Илин». Двое детей.